# Ртутный выключатель

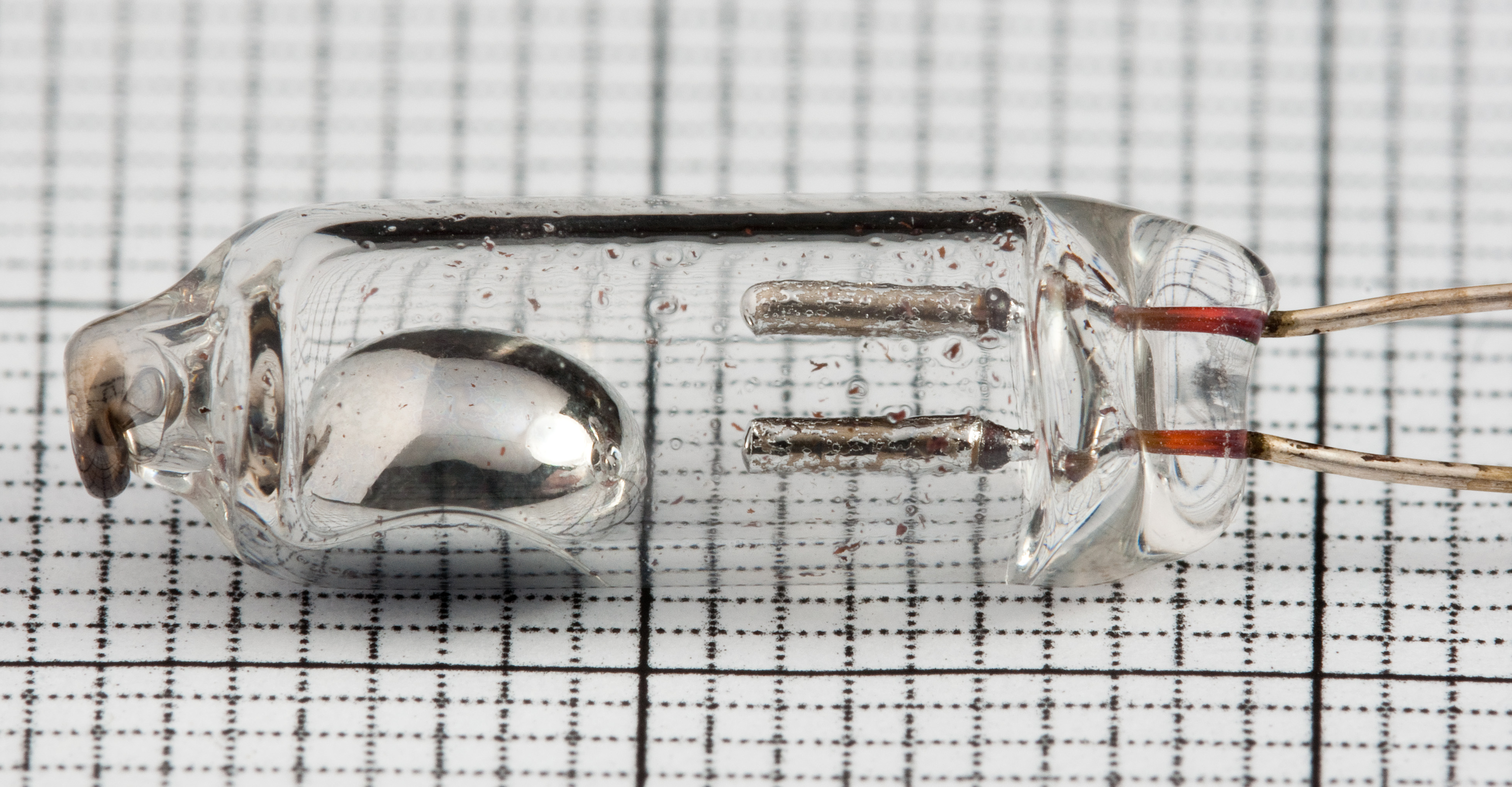
Ртутный переключатель

Рту́тный выключа́тель (англ. Mercury switch), или датчик наклона — переключатель, который замыкает и размыкает электрическую цепь благодаря небольшому количеству жидкой ртути.

## Описание

Анимация работы

Ртутный выключатель представляет собой стеклянную герметичную колбу, содержащую шарик ртути и два (или более) электрических контакта. Помимо ртути, колба обычно наполняется инертным газом или вакуумируется. Гравитация смещает каплю ртути до самой низкой точки в оболочке. Когда переключатель наклонён в соответствующем направлении, ртуть касается контактов, замыкая цепь. Наклон переключателя в противоположном направлении  наоборот, приводит к размыканию контактов. Переключатель может содержать несколько контактных групп, позволяя осуществить замыкание разных пар контактов под разными углами.

## Преимущества и недостатки

### Преимущества
- Окисление контактов маловероятно;
- Разрыв электрической цепи происходит в герметичном объёме, поэтому искра не может воспламенить горючие газы, что является важным при работе оборудования во взрывоопасных местах;
- Контакты не изнашиваются и остаются чистыми вследствие постоянного обновления при каждом переключении;
- Ртуть имеет достаточно низкое сопротивление, поэтому переключатели такого типа могут работать на большом токе при относительно небольших размерах;[2]
- Коммутация выполняется очень тихо, поскольку контакты неподвижны.

### Недостатки
- Ртутные переключатели имеют относительно низкую скорость переключения ввиду инерции ртутной капли, поэтому они не используются, когда необходимо обеспечить много рабочих циклов в секунду;[3]
- Переключатели такого типа чувствительны к гравитации, поэтому их не используют в портативных или мобильных устройствах, которые могут часто менять свою ориентацию;
- Соединения ртути являются очень токсичными, поэтому использование переключателей на их основе не разрешается во многих новых конструкциях;
- Стеклянная оболочка является хрупкой, и поэтому требует использования гибких проводников для предотвращения её повреждения;
- Капля ртути образует общий электрод, поэтому при многополюсном использовании электрические цепи не являются надежно изолированными друг от друга.

## Применение
Ртутные переключатели ранее использовались в автомобилях для управления освещением (в частности, фар на крышке багажника), а также в антиблокировочных системах тормозов. С 2003 года применение переключателей на основе ртути в американских автомобилях было прекращено. Так же во времена Второй чеченской войны боевики часто применяли мины-сюрпризы с ртутным замыкателем в расчёте на то, что военнослужащие РФ их будут подбирать. В результате срабатывания подобных мин погибло несколько десятков военнослужащих, были случаи гибели самих боевиков.
Ртутные выключатели также используются в робототехнике, термостатах, системах управления полёта самолётов, в игровых контроллерах, видеокамерах и др.

## Хранение
Ртутные выключатели желательно хранить завернутыми в пузырчатую плёнку в закрытых контейнерах. Нельзя использовать металлические контейнеры, поскольку ртуть может вступить в реакцию с металлом или протечь через швы.

## Токсичность и содержание ртути
Поскольку ртуть является ядовитым тяжелым металлом, устройства, содержащие ртутные выключатели, должны рассматриваться как опасные отходы для утилизации. В таблице ниже представлена примерная количество ртути в ртутных переключателях различного типа.
| Типичное количество ртути в переключателях и реле различного типа | Типичное количество ртути в переключателях и реле различного типа |
| ----------------------------------------------------------------- | ----------------------------------------------------------------- |
| Тип                                                               | Содержание ртути, г                                               |
| Датчики пламени                                                   | >1                                                                |
| Поплавковые выключатели                                           | 0,1 — 70                                                          |
| Датчики наклона                                                   | 0,05 — 5                                                          |
| Ртутные реле                                                      | 0,005 — >1                                                        |